# Palaeoplethodon hispaniolae
Palaeoplethodon hispaniolae — викопний вид хвостатих земноводних родини безлегеневих саламандр (Plethodontidae), що існував в у ранньому міоцені в Карибському басейні.

## Рештки
Викопні рештки саламандри знайдені у шматку бурштину, що видобутий в Домініканській Республіці. Бурштин утворився зі смоли вимерлого дерева Hymenaea protera з родини бобових (Fabaceae). Ймовірно, саламандра добре лазила по деревах, де і потрапила у смоляну пастку. У типового зразка відсутня ліва передня нога, яку, ймовірно, відкусив хижак.